# Listă de distribuții alternative Android
Aceasta este o listă incompletă ce conține distribuții alternative ale sistemului de operare Android (custom firmware, custom ROM) și Android Open Source Project (AOSP). 

## Listă de distribuții
| Nume                  | Dezvoltator                                          | Open Source | Stadiu actual | Ultima versiune               | Versiune de Android | Anul lansării | Dispozitive suportate | Note                                              |
| --------------------- | ---------------------------------------------------- | ----------- | ------------- | ----------------------------- | ------------------- | ------------- | --------------------- | ------------------------------------------------- |
| AOKP                  | AOKP Team Kang                                       | Da          | Activ         | kitkat                        | 4.4.4 Kitkat        | 2011          | 104                   |                                                   |
| Baidu Yi              | Baidu                                                | Nu          | Oprit în 2015 |                               |                     | 2011          |                       |                                                   |
| Bliss OS              | Bliss Team                                           | Da          | Activ         | 7.1.1                         | 7.1                 |               |                       | Pentru tablete, PC și laptop                      |
| CopperheadOS          | Copperhead Security                                  |             | Activ         | OPM3.171019.013.2018.01.03.02 | 8.1.0 Oreo          | 2014          |                       | Bazat pe securitate                               |
| CyanogenMod           | CyanogenMod Open-Source Community                    | Parțial     | Oprit         | 14.1 Nightly                  | 6 Marshmallow       | 2009          | > 300                 | Înlocuit cu LineageOS                             |
| FairphoneOS           | Fairphone                                            | Parțial     | Activ         | 1.11.1                        | 4.2, 4.4, 5.1       | 2013          | 2                     | Pentru dispozitive Fairphone                      |
| Fairphone Open        | Fairphone                                            | Da          | Activ         | 17.01.0                       | 5.1                 | 2015          | 2                     | Pentru dispozitive Fairphone                      |
| Hive ROM              | Xolo (Lava International)                            | Nu          | Activ         | 5.1.1                         | 5.1.1 Lollipop      | 2014          | 4                     | Bazat pe AOSP, pentru dispozitive Xolo            |
| Indus OS              | Team Indus OS                                        | Nu          | Activ         | 3.0                           | 7.0 Nougat          | 2015          |                       |                                                   |
| LineageOS             | LineageOS Project Community                          | Da          | Activ         | 14.1 nougat                   | 7 Nougat            | 2017          | 140                   | Bazat pe CyanogenMod                              |
| LeWa OS               | Lewa Technology                                      | Parțial     |               |                               |                     | 2011          |                       |                                                   |
| MIUI                  | Xiaomi Tech                                          | Parțial     | Activ         | 9.1                           | 7.0.1 Nougat        | 2010          | 286                   | non-AOSP stock ROM                                |
| OmniROM               | OmniROM community                                    | Da          | Activ         | Android 8.1                   | 8.1 Oreo            | 2013          | 35                    |                                                   |
| OpenMoko              | Openmoko                                             | Da          |               |                               |                     | 2             |                       |                                                   |
| OxygenOS              | OnePlus                                              | Parțial     | Activ         | Android 7.1.1                 | 7.0 Nougat          | 2015          | 5                     |                                                   |
| Paranoid Android      | AOSPA Team                                           | Da          | Activ         | 7.3.1                         | 6.0.3 Marshmallow   | 2012          | > 30                  |                                                   |
| Plasma mobile         | Blue System                                          | Da          |               |                               |                     | 2015          | 2                     | Prototip                                          |
| Replicant             | Denis Carikli, Paul Kocialkowski, Wolfgang Wiedmeyer | Da          | Activ         | 6.0                           | 6.0 Marshmallow     | 2011          | 13                    | Derivat din CyanogenMod, fără software proprietar |
| Resurrection Remix OS | Resurrection Remix Team                              | Da          | Activ         | 5.8.5                         | 7.1.2 Nougat        | 2012          | 126                   |                                                   |
| Yun OS                | Alibaba                                              | Nu          | Activ         | 5.0 Atom                      |                     | 2011          | 56                    | Versiune forked, incompatibilă cu Android         |